# European Sports Media

Logo-ul European Sports Media

European Sports Media (ESM), anterior denumită European Sports Magazines, este o asociație europeană a publicațiilor fotbalistice.

## Membrii ESM
Membrii ESM aleg lunar o "Echipa Lunii" în Europa, și anual "Echipa anului" în Europa.
Membrii fondatori ai ESM au fost:
- A Bola (Portugalia)
- Don Balón (Spania)
- Foot Magazine (Belgia)
- kicker (Germania)
- La Gazzetta dello Sport (Italia)
- Onze Mondial (Franța)
- Sport (Elveția)
- Voetbal international (Olanda)
- World Soccer (UK)

În 1997, Onze Mondial a fost înlocuită de France Football drept reprezentantă a Franței; Sport a falimentat la finele anului 1999; France Football a părăsit grupul înainte de sezonul 2001–02; în locul lor alăturându-se Sport Express (Rusia) la începutul anului 2002, iar mai apoi și Fanatik (Turcia) la începutul anului 2003. În vara lui 2003 și Tipsbladet (Danemarca) s-a alăturat grupului, iar în 2004 Afrique Football (Franța) devine membră.
În anul 2007, Soccer Weekly din China a fost acceptată ca cel de-al 10-lea membru al ESM, fiind și primul membru dinafara Europei.
În ianuarie 2012, componența ESM era următoarea:
- A Bola (Portugalia)
- Don Balón (Spania)
- Fanatik (Turcia)
- ELF Voetbal (Olanda)
- kicker (Germania)
- Sport-Express (Rusia)
- Sport Voetbal Magazine (Belgia)
- Tipsbladet (Danemarca)
- T!tan Media (China)
- Telesport (Olanda)
- Frankfurter Allgemeine (Germania)
- World Soccer (UK)
- KickOff (Africa de Sud)
- sports.163.com (China)
- Sportal Korea (Coreea)
- Marca (Spania)

## Gheata de aur ESM
Începând cu 1996, ESM desemna anual cel mai bun marcator din Europa oferinu-i premiul Gheata de aur a Europei.

## ESM Team of the Year

### 1994–95
| Portar     | Fundași                                                  | Mijlocași                                     | Atacanți                                    |
| ---------- | -------------------------------------------------------- | --------------------------------------------- | ------------------------------------------- |
| Vítor Baía | Danny Blind Paolo Maldini Frank Rijkaard Matthias Sammer | Michael Laudrup Jari Litmanen Gianfranco Zola | Jürgen Klinsmann Alan Shearer Iván Zamorano |

### 1995–96
| Portar            | Fundași                                               | Mijlocași                                            | Atacanți                 |
| ----------------- | ----------------------------------------------------- | ---------------------------------------------------- | ------------------------ |
| Edwin van der Sar | Laurent Blanc Danny Blind Frank de Boer Paolo Maldini | Alessandro Del Piero Jari Litmanen Raí Mehmet Scholl | Eric Cantona George Weah |

### 1996–97
| Portar         | Fundași                                                     | Mijlocași                                               | Atacanți            |
| -------------- | ----------------------------------------------------------- | ------------------------------------------------------- | ------------------- |
| Angelo Peruzzi | Jocelyn Angloma Roberto Carlos Ciro Ferrara Fernando Hierro | Alessandro Del Piero Luis Enrique Raúl Clarence Seedorf | Ronaldo Davor Šuker |

### 1997–98
| Portar         | Fundași                                                   | Mijlocași                                                       | Atacanți                |
| -------------- | --------------------------------------------------------- | --------------------------------------------------------------- | ----------------------- |
| Angelo Peruzzi | Laurent Blanc Roberto Carlos Fernando Hierro Gary Neville | Alessandro Del Piero Luís Figo Fernando Redondo Zinedine Zidane | Ronaldo Christian Vieri |

### 1998–99
| Portar     | Fundași                                                | Mijlocași                                                | Atacanți               |
| ---------- | ------------------------------------------------------ | -------------------------------------------------------- | ---------------------- |
| Carlos Roa | Laurent Blanc Bixente Lizarazu Jaap Stam Lilian Thuram | David Beckham Stefan Effenberg Siniša Mihajlović Rivaldo | Gabriel Batistuta Raúl |

### 1999–2000
| Portar      | Fundași                                                        | Mijlocași                                        | Atacanți               |
| ----------- | -------------------------------------------------------------- | ------------------------------------------------ | ---------------------- |
| Oliver Kahn | Jocelyn Angloma Roberto Carlos Paolo Maldini Siniša Mihajlović | Luís Figo Roy Keane Rivaldo Juan Sebastián Verón | Raúl Andriy Shevchenko |

### 2000–01
| Portar      | Fundași                                                     | Mijlocași                                                  | Atacanți                   |
| ----------- | ----------------------------------------------------------- | ---------------------------------------------------------- | -------------------------- |
| Oliver Kahn | Jocelyn Angloma Roberto Carlos Sami Hyypiä Alessandro Nesta | Gaizka Mendieta Pavel Nedvěd Mehmet Scholl Francesco Totti | Hernán Crespo Michael Owen |

### 2001–02
| Portar          | Fundași                                         | Mijlocași                                                      | Atacanți                          |
| --------------- | ----------------------------------------------- | -------------------------------------------------------------- | --------------------------------- |
| Francesco Toldo | Roberto Carlos Lúcio Carles Puyol Walter Samuel | Michael Ballack Rubén Baraja Fredrik Ljungberg Zinedine Zidane | Ruud van Nistelrooy Thierry Henry |

### 2002–03
| Portar           | Fundași                                                    | Mijlocași                                   | Atacanți                                 |
| ---------------- | ---------------------------------------------------------- | ------------------------------------------- | ---------------------------------------- |
| Gianluigi Buffon | Paolo Maldini Carles Puyol Lilian Thuram Daniel Van Buyten | Roberto Carlos Pavel Nedvěd Zinedine Zidane | Mateja Kežman Roy Makaay Christian Vieri |

### 2003–04
| Portar          | Fundași                                                   | Mijlocași                                                | Atacanți                        |
| --------------- | --------------------------------------------------------- | -------------------------------------------------------- | ------------------------------- |
| Timo Hildebrand | Roberto Ayala Roberto Carlos Paulo Ferreira Walter Samuel | Ludovic Giuly Ronaldinho Francesco Totti Zinedine Zidane | Thierry Henry Andriy Shevchenko |

### 2004–05
| Portar    | Fundași                                 | Mijlocași                                     | Atacanți                                    |
| --------- | --------------------------------------- | --------------------------------------------- | ------------------------------------------- |
| Petr Čech | Fabio Cannavaro Carles Puyol John Terry | Deco Frank Lampard Ronaldinho Mark van Bommel | Samuel Eto'o Arjen Robben Andriy Shevchenko |

### 2005–06
| Portar    | Fundași                 | Mijlocași                                                       | Atacanți                                |
| --------- | ----------------------- | --------------------------------------------------------------- | --------------------------------------- |
| Petr Čech | Cris Lúcio Carles Puyol | Esteban Cambiasso Frank Lampard Juninho Pernambucano Ronaldinho | Samuel Eto'o Thierry Henry Lionel Messi |

### 2006–07
| Portar         | Fundași                                    | Mijlocași                                                              | Atacanți                                          |
| -------------- | ------------------------------------------ | ---------------------------------------------------------------------- | ------------------------------------------------- |
| Grégory Coupet | Daniel Alves Marco Materazzi Nemanja Vidić | Juninho Pernambucano Cristiano Ronaldo Dejan Stanković Francesco Totti | Didier Drogba Zlatan Ibrahimović Frédéric Kanouté |

### 2007–08
| Portar        | Fundași                                                     | Mijlocași                                     | Atacanți                                        |
| ------------- | ----------------------------------------------------------- | --------------------------------------------- | ----------------------------------------------- |
| Iker Casillas | Rio Ferdinand William Gallas Christian Panucci Sergio Ramos | Cesc Fàbregas Franck Ribéry Cristiano Ronaldo | Zlatan Ibrahimović Lionel Messi Fernando Torres |

### 2008–09
| Portar            | Fundași                                      | Mijlocași                        | Atacanți                            |
| ----------------- | -------------------------------------------- | -------------------------------- | ----------------------------------- |
| Edwin van der Sar | Daniel Alves Maicon John Terry Nemanja Vidić | Steven Gerrard Lionel Messi Xavi | Samuel Eto'o Grafite Vedad Ibišević |

### 2009–10
| Portar      | Fundași                 | Mijlocași                                                | Atacanți                               |
| ----------- | ----------------------- | -------------------------------------------------------- | -------------------------------------- |
| Júlio César | Lúcio Maicon John Terry | Daniel Alves Cesc Fàbregas Frank Lampard Wesley Sneijder | Lionel Messi Arjen Robben Wayne Rooney |

### 2010–11
| Portar        | Fundași                                              | Mijlocași                      | Atacanți                                    |
| ------------- | ---------------------------------------------------- | ------------------------------ | ------------------------------------------- |
| Víctor Valdés | Daniel Alves Mats Hummels Gerard Piqué Nemanja Vidić | Andrés Iniesta Nuri Șahin Xavi | Samuel Eto'o Lionel Messi Cristiano Ronaldo |

### 2011–12
| Portar       | Fundași                                                | Mijlocași                       | Atacanți                                        |
| ------------ | ------------------------------------------------------ | ------------------------------- | ----------------------------------------------- |
| Manuel Neuer | Daniel Alves Mats Hummels Vincent Kompany Sergio Ramos | Shinji Kagawa Andrea Pirlo Xavi | Lionel Messi Robin van Persie Cristiano Ronaldo |

### 2012–13
| Portar       | Fundași                              | Mijlocași                                           | Atacanți                                                      |
| ------------ | ------------------------------------ | --------------------------------------------------- | ------------------------------------------------------------- |
| Manuel Neuer | Philipp Lahm Dante Giorgio Chiellini | Bastian Schweinsteiger İlkay Gündoğan Thomas Müller | Gareth Bale Lionel Messi Zlatan Ibrahimović Cristiano Ronaldo |

### 2013–14
| Portar           | Fundași                                     | Mijlocași                            | Atacanți                                         |
| ---------------- | ------------------------------------------- | ------------------------------------ | ------------------------------------------------ |
| Thibaut Courtois | Gerard Pique Pepe Mehdi Benatia David Alaba | Yaya Touré Philipp Lahm Arturo Vidal | Cristiano Ronaldo Luis Suárez Zlatan Ibrahimović |

## După jucător
| Jucător | Câștiguri            |
| ------- | -------------------- |
| 7       | Roberto Carlos       |
| 7       | Lionel Messi         |
| 6       | Cristiano Ronaldo    |
| 5       | Daniel Alves         |
| 4       | Samuel Eto'o         |
| 4       | Paolo Maldini        |
| 4       | Carles Puyol         |
| 4       | Zinedine Zidane      |
| 4       | Zlatan Ibrahimović   |
| 3       | Raúl                 |
| 3       | Thierry Henry        |
| 3       | Frank Lampard        |
| 3       | Lúcio                |
| 3       | Alessandro Del Piero |
| 3       | Ronaldinho           |
| 3       | Andriy Shevchenko    |
| 3       | John Terry           |
| 3       | Francesco Totti      |
| 3       | Nemanja Vidić        |
| 3       | Xavi                 |